# Bus à haut niveau de service de Belfort
Le bus à haut niveau de service de Belfort a été mis en service le 26 août 2013. Il fait partie d'un projet plus large de mobilité globale nommé Optymo phase II. Le réseau urbain de Belfort et son agglomération a été transformé en réseau de bus à haut niveau de service avec une fréquence de 5 minutes sur le cœur de l'agglomération belfortaine, une fréquence de 10 minutes sur le reste de Belfort et sa première couronne et une fréquence à 30 minutes sur les lignes suburbaines voire 15 min sur des tronçons communs. Pour cela, 4,5 km de transport en commun en site propre ont été aménagés sur 15 stations, soit 7,6 km de TCSP cumulés sur l'ensemble du réseau. Cinq lignes régulières empruntent les sites propres. Les voies TCSP représentent environ 40 % du parcours de la ligne 1 et 30 % des parcours des lignes 2 à 5.

## Historique du projet

### Limites d'Optymo phase 1
En 2004, le SMTC du Territoire de Belfort se lance dans le projet de modernisation du réseau qui aboutit à la création d'un nouveau réseau exploité sous la marque Optymo en 2007. Ce renouveau a entraîné l'augmentation de la vitesse commerciale (de 14,5 km/h à 21 km/h entre 2006 et 2011), la fréquence de passage des bus (10 minutes pour la majorité des lignes urbaines) et par conséquent le nombre de passagers (de 3,5 millions en 2006 à plus de 8 millions en 2011). Le réseau est depuis lors saturé sur certaines lignes (la 1 et la 4). Le cadencement et la fréquence ne peuvent plus être augmentés sans création de nouveaux aménagements. De plus le centre-ville n'était que partiellement desservi (les secteurs 4 As et Denfert-Rochereau) et la gare principale n'était pas un pôle d'échange du réseau[réf. nécessaire].

### Objectifs d'Optymo phase 2

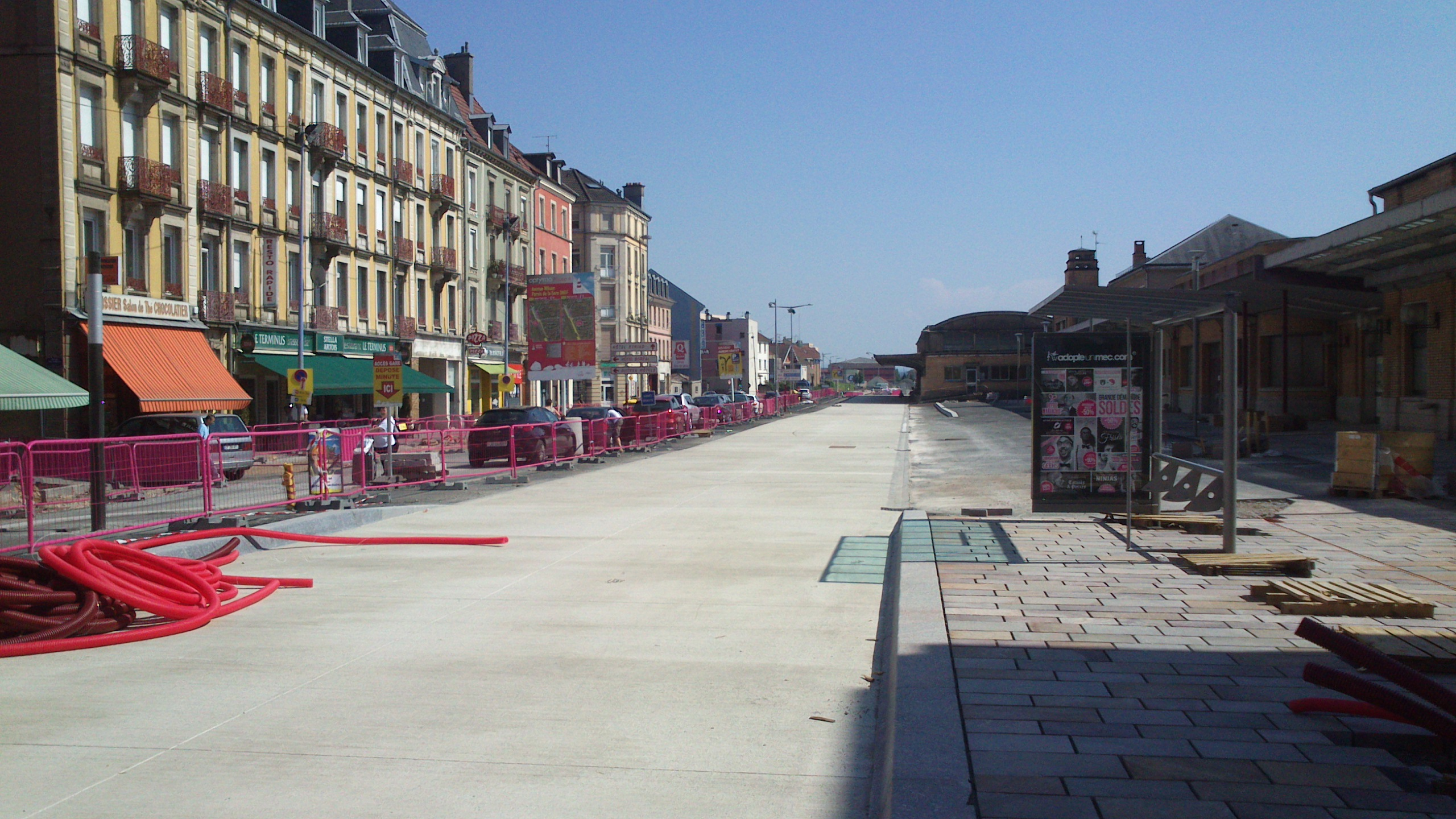
La gare de Belfort, durant le chantier de la phase 2 d'Optymo.

Le projet de BHNS Optymo 2 a pour but de répondre aux besoins de mobilité des habitants de Belfort et du Territoire de Belfort en garantissant un accès aux personnes handicapées, en réduisant et apaisant la circulation automobile en centre-ville et en complétant cette offre avec le développement de mode doux[réf. nécessaire].

### Choix du BHNS
Après exclusion des modes de transport lourd tels le métro ou le RER en raison de la taille insuffisante de Belfort et son Territoire, restait le choix entre le tramway et le BHNS. En heure de pointe, le réseau Optymo phase 1 supporte un trafic proche des 4 000 voyageurs, qui restent une valeur faible pour la mise en place d'un tramway. Bien que le tramway présente une réserve capacitaire plus importante que le BHNS, sa vitesse commerciale est toutefois moins élevée. De plus le coût kilométrique pour la mise en place d'un tramway oscille entre 16 et 37 millions d'euros par kilomètre tandis que celui du BHNS coûte entre 8 et 10 millions d'euros par kilomètre. Pour ces raisons, le BHNS a été choisi[réf. nécessaire].

### Calendrier du projet
- La concertation préalable au projet s'est déroule du 10 novembre 2010 au 10 juillet 2011[1].
- À partir du 10 juillet 2011, une nouvelle phase de concertation a lieu en vue de la déclaration d'utilité publique (DUP) du projet, concertation de la DUP s'est déroulée en avril 2012 et mai 2012.
- Le 10 juillet 2012, le préfet du Territoire de Belfort signe l’arrêté préfectoral déclarant le projet Optymo phase II d’utilité publique.
- De 10 juillet 2012 à août 2013 ont eu lieu les travaux de déviation des réseaux, de construction de la plate-forme TCSP, des stations, du pôle multimodal de la gare et de pôles d'échanges, la mise en place des vélos en libre service (200 vélos sur 21 stations inaugurés le 22 avril 2013[3]) et de l'autopartage.
- La mise en service commercial des lignes BHNS sur le secteur urbain et le renforcement des fréquences sur les lignes suburbaines ont eu lieu le 26 août 2013.

### Perspectives d'Optymo phase 3
Le SMTC 90 a réfléchi à la phase 3 du projet Optymo en articulation avec la réouverture de la ligne Belfort - Delle, qui interviendra en décembre 2018. Cette réouverture sera en effet accompagnée d'aménagements notamment de gares et de haltes qui desserviront alors une large partie du Territoire de Belfort dont la gare de Belfort, la gare de Belfort - Montbéliard TGV et la gare de Delle, les haltes envisagées se situent à Danjoutin, Sevenans, Morvillars, Grandvillars et Joncherey. L'ancien maire de Belfort, Étienne Butzbach, envisageait le concept du tram-train pour desservir cette ligne à moyen terme.

## Caractéristiques du BHNS

### Caractéristiques générales
Dans le cadre de la mise en place du BHNS, l'exploitant souhaite offrir un temps de parcours fiable en garantissant la vitesse d'exploitation, qui peut descendre dans les secteurs de centre-ville, partagés entre plusieurs modes, à 20 km/h et à 15 km/h dans les zones où se déplacent les piétons. Pour garantir ce temps de parcours, des aménagements de voies dédiées au bus (transport en commun en site propre) ainsi que la priorité du BHNS aux intersections sont planifiées en centre-ville et vieille-ville modifiant le sens de circulation automobile et le stationnement. Les carrefours avec feux tricolores assurent la priorité aux bus et sont munis d'un système d'aide à la conduite (SAC). Un système d'informations des voyageurs en temps réel dans les gares, pôles d'échanges, stations et à l'intérieur des véhicules. Une visibilité du BHNS est réalisée, notamment par la création d'une plateforme dédiée en béton striée et un marquage au sol spécifique, ainsi que le traitement spécifique des stations. Des rampes d'accès et un l'aménagement des stations permettent un accès aux véhicules au plus grand nombre, notamment les personnes à mobilité réduite. Le BHNS est en complémentarité avec d'autres modes, notamment cycliste. La plupart des stations du BHNS sont à proximité des stations de Vélos en libre-service.

### Aménagements urbains
Différents aménagements urbains ont été également réalisés :
- au centre-ville de Belfort, la mise en place de la plate-forme TCSP en béton strié ;
- la création ou le réaménagement de pôles d'échanges dont Gare, Madrid-Follereau, République et Valdoie Mairie-Blumberg ;
- l'installation des stations de bus à haut niveau de service
- la création d'un parking-relais à proximité de la gare de Belfort ;
- la réorganisation du plan de circulation en centre-ville et la fluidification du trafic automobile en aménageant les carrefours saturés aux heures de pointe sur les boulevards qui contournent la ville ;
- l'installation de stations d'auto-partage et de vélo en libre service (les stations sont réparties à Belfort dans la première couronne belfortaine).

### Tracé et stations

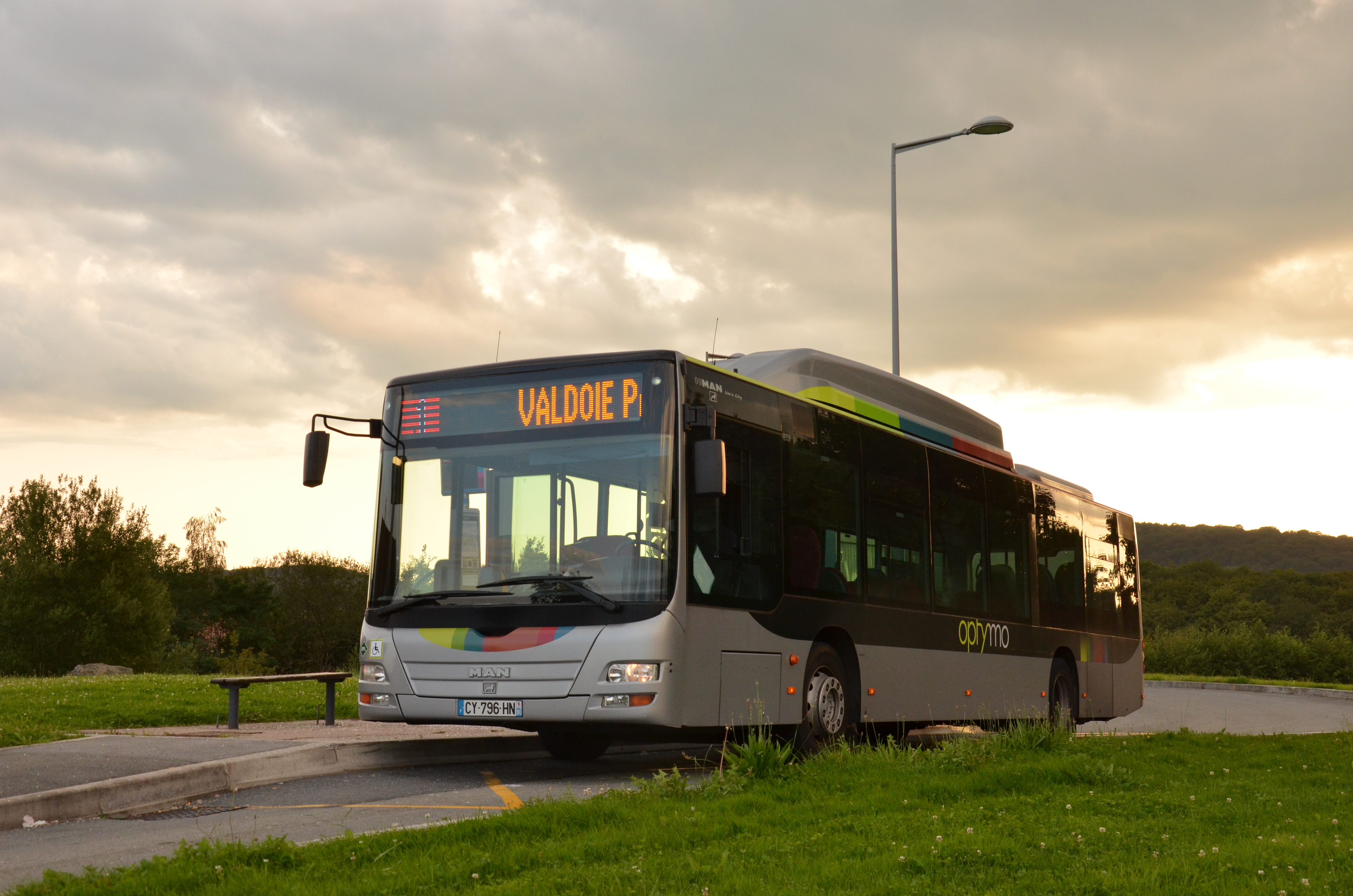
La ligne 1 du BHNS de Belfort.

Le corridor TCSP est une boucle complète avec deux branches s'y rattachant sur lesquelles circulent cinq lignes BHNS. Son tracé se situe entièrement sur la commune de Belfort. D'autres couloirs de bus sont déjà ou seront aménagés dans d'autres quartiers de la ville et dans les communes Valdoie, Andelnans et Bavilliers. Les lignes indiquées sont mises en service le 26 août 2013:
- 1 : Valdoie — Mairie/Blumberg ↔ Résidences — La Douce
- 2 : Justice — Hauts de Belfort ↔ Cravanche — Techn'Hom Cravanche ou Bavilliers — La Dame
- 3 : Valdoie — Mairie/Blumberg ↔ Gare TGV — 1er Régiment ou Châtenois — Géhant
- 4 : Offemont — Moulin ↔ Pépinière — Engel
- 5 : Essert ↔ Prés d'Aumont

Les informations détaillées sur les lignes sont reprises sur la liste des lignes de bus du Territoire de Belfort.
Les pôles d'échanges sont signalés par un O.

|  |  |  |   |  |   |  | Stations          | Lignes    | Correspondances                                    |
|  |  |  | - |  | - |  | ----------------- | --------- | -------------------------------------------------- |
|  |  |  |   |  |   |  |                   |           |                                                    |
|  |  |  |   |  |   |  |                   |           |                                                    |
|  |  |  |   |  |   |  |                   |           |                                                    |
|  |  |  | • |  |   |  | Dubail            | 4 5       |                                                    |
|  |  |  | • |  |   |  | Hatry             | 4 5       |                                                    |
|  |  |  | • |  |   |  | 4 As              | 4 5       |                                                    |
|  |  |  | • |  |   |  | Strolz            | 4 5       | VLS                                                |
|  |  |  | • |  |   |  | Rabin             | 2 4 5     | VLS                                                |
|  |  |  | • |  |   |  | Clemenceau        | 1 2 5     |                                                    |
|  |  |  | O |  |   |  | République        | 1 2       | 9 21 22 23 24 32 33 34 35 VLS                      |
|  |  |  | • |  |   |  | Foch              | 1 2       | VLS                                                |
|  |  |  | • |  |   |  | Schwob            | 1 2       |                                                    |
|  |  |  | • |  |   |  | Denfert-Rochereau | 1 2       |                                                    |
|  |  |  | O |  |   |  | Gare              | 1 2 3     | 90 91 92 X VLS P+R Intercités TER Lignes saônoises |
|  |  |  |   |  | • |  | Sernam            | 2 3       |                                                    |
|  |  |  |   |  | • |  | Colbert           | 2 3       |                                                    |
|  |  |  |   |  |   |  |                   |           |                                                    |
|  |  |  | • |  |   |  | Faubourg de Lyon  | 1 2 3     |                                                    |
|  |  |  |   |  | O |  | Madrid-Follereau  | 1 2 3 4 5 | 8 VLS                                              |
|  |  |  |   |  |   |  |                   |           |                                                    |
|  |  |  |   |  |   |  |                   |           |                                                    |
|  |  |  |   |  |   |  |                   |           |                                                    |

Quatre autres pôles d'échanges sont situées hors du corridor TCSP : Delle - Gare, Gare TGV à Meroux et Blumberg-Mairie à Valdoie.

### Le matériel roulant
Quarante-huit bus MAN Lion's City sont utilisés sur les cinq lignes, dont 38 fonctionnant au GPL et 10 au gazole, dont six sont des autobus articulés, engagés sur la ligne 3. La flotte de bus sur ces lignes sera renouvelée vers 2017 et de nouveaux choix de motorisation seront pris, en faveur de l'électrique. En 2019 sont ainsi commandés et reçus 30 bus hybrides Man Lions City efficient hybrid, pour remplacer les plus vieux bus aux GPL, et orienter la flotte vers une baisse des émissions de dioxyde de carbone.
En 2022, dans ce cadre, ainsi que dans le cadre de la création d'un pôle d'excellence sur la technologie de l'hydrogène dans le Territoire de Belfort, Optymo commande 7 bus à hydrogène Van Hool A12 FC, mis en service progressivement sur le réseau à la mi-2023. Ces bus, dotés d'une pile à combustible, possèdent une autonomie d'environ 400km, et ne rejettent en circulation ni gaz à effet de serre, ni polluants locaux. À terme, 20 autres bus devraient être commandés et livrés d'ici à 2026 pour venir compléter la flotte et remplacer la plupart des bus au GPL et au diesel. À l'été 2024, Optymo commande ainsi 8 bus articulés Solaris Urbino 18 H2 au constructeur polonais Solaris.
En janvier 2025, un incendie se déclare sur l'un des 7 bus à hydrogène, stationnés au dépôt. Le feu se propage aux autres bus, et les 7 bus sont finalement détruits. Une enquête est en cours pour déterminer les causes exactes de l'accident. La piste privilégiée est celle d'un dysfonctionnement électronique.

### Restructuration du réseau de bus
L'ensemble du réseau Optymo est profondément restructuré lors de sa mise en service. L'offre des lignes suburbaines et du TAD est modifiée et renforcée, des pôles d'échanges sont créés en milieu suburbain dont Gare TGV, Bessoncourt — Centre Commercial et Delle — Gare.

### Limites du BHNS
Plusieurs caractéristiques d'un BHNS font défaut au projet :
- le renouvellement du matériel roulant n'est pas effectué en même temps que la mise en service commerciale entraînant une visibilité plus faible pour le client ;
- la conduite des bus hors TCSP du centre-ville reste parfois difficile (accélération et coup de frein nuisent au confort, franchissement de certains carrefours compliqués pour un bus etc.) :
- l'accès aux transports des personnes à mobilité réduite, bien qu'amélioré reste inférieur à transport guidé (bus guidé, tramway etc.) ;
- l'information visuelle (plan des lignes ou du réseau) est manquant dans les bus ainsi que l'information en temps réel aux principales stations et également dans les bus ;
- un logo spécifique aux lignes BHNS et une visualisation urbaine du parcours du TCSP ;
- sur certaines voies TCSP adjacentes à des voies de circulation non TCSP, les passages pour piétons ne sont pas matérialisés dans le prolongement de ceux des voies non TCSP, et sont donc dangereux.